# Villa Lía
Villa Lía es una localidad argentina del partido de San Antonio de Areco, en la provincia de Buenos Aires.

## Ubicación
Villa Lía se encuentra a 127 km de la ciudad de Buenos Aires. 

## Población
Cuenta con 1182 habitantes (Indec, 2010), lo que representa un incremento del 23% frente a los 962 habitantes (Indec, 2001) del censo anterior.
| Gráfica de evolución demográfica de Villa Lía entre 1991 y 2010 |
|                                                                 |
| Fuente: Censos nacionales del INDEC                             |